# Ernst Biberstein
Ernst Emil Heinrich Biberstein né le 15 février 1899 à Hilchenbach, mort le 8 décembre 1986 est un pasteur luthérien allemand et un officier SS-Obersturmbannführer. Il fut le chef de l'Einsatzkommando 6 au sein de l'Einsatzgruppe C dirigé par Otto Rasch.

## Biographie
Il fait la première guerre mondiale en tant que soldat de 1917 à 1919. Il étudie ensuite la théologie et devient pasteur de l'église luthérienne en décembre 1924. Il adhère au parti nazi en 1926. En 1935 il entre au ministère du culte du Reich. En 1936 il s'engage dans la SS. Il intègre en 1940  le RSHA au bureau des affaires religieuses. Il dirige un bureau local de la Gestapo en Pologne et organise la déportation des Juifs d'Opole vers les camps d'extermination. En juin 1942 il succède à Robert Mohr comme chef du Einstzkommando 6. En sa qualité de commandant il fait exécuter entre 2 000 et 3 000 victimes.
Arrêté après guerre il est jugé dans le procès des Einsatzgruppen. On l'accuse d'avoir supervisé l'exécution de 60 Juifs agenouillés devant une fosse à Rostov-sur-le-Don.
Au président du tribunal qui lui demande pourquoi en tant que serviteur de Dieu il n'a pas apporté de réconfort moral à ceux qui allaient être tués, Ernst Biberstein répond : « Monsieur le Président, on ne jette pas des perles à un cochon. ». Il plaide non coupable puis est condamné à mort. En 1951 sa peine est commuée en 15 ans de prison. Il est relâché en 1958 et retourne quelque temps dans le clergé. Il meurt à Neumünster en 1986.